# Cecil County
Cecil County is een county in de Amerikaanse staat Maryland.
De county heeft een landoppervlakte van 902 km² en telt 85.951 inwoners (volkstelling 2000). De hoofdplaats is Elkton.